# Lejeunea reticulata
Lejeunea reticulata là một loài Rêu trong họ Lejeuneaceae. Loài này được Herzog mô tả khoa học đầu tiên năm 1942.